# Tonawanda (condado de Erie)
Tonawanda era un lugar designado por el censo (en inglés, census-designated place, CDP) ubicado en el condado de Erie, Nueva York, Estados Unidos. Para el censo de 2020 ha sido eliminado. 

## Geografía
Tonawanda estaba ubicado en las coordenadas 42°59′7″N 78°51′8″O / 42.98528, -78.85222.

## Demografía
Según la Oficina del Censo en 2000 los ingresos medios por hogar en la localidad eran de $41,332, y los ingresos medios por familia eran $51,071. Los hombres tenían unos ingresos medios de $39,540 frente a los $27,067 para las mujeres. La renta per cápita para la localidad era de $20,748. Alrededor del 7.3% de la población estaban por debajo del umbral de pobreza.